# Jaume Domingo i Planas
Jaume Domingo i Planas (el Vendrell, 1962) és un polític català, diputat al Parlament de Catalunya en la IX legislatura.

## Biografia
Des de les eleccions municipals espanyoles de 1991 i fins a 2015 ha estat regidor de medi ambient, serveis públics, esport, policia i governació, règim intern i convivència i civisme de l'ajuntament del Vendrell per CiU.
El febrer de 2011 va substituir en el seu escó Carles Sala i Roca, elegit diputat a les eleccions al Parlament de Catalunya de 2010. Ha estat vicepresident de la Comissió de Cultura i Llengua i membre de la Comissió d'Igualtat de les persones. En març de 2013 fou nomenat Director general de l'Entitat Autònoma del Diari Oficial i de Publicacions de la Generalitat de Catalunya. També és president de la Unió de Consells Esportius de Catalunya i del Consell Esportiu del Baix Penedès.